# Harmothoe praeclara
Harmothoe praeclara är en ringmaskart som först beskrevs av William Aitcheson Haswell 1883.  Harmothoe praeclara ingår i släktet Harmothoe och familjen Polynoidae.
Artens utbredningsområde är havet kring Nya Zeeland. Inga underarter finns listade i Catalogue of Life.